# John Sloman
John Sloman (Cardiff, 26 aprile 1957) è un cantante britannico.

## Biografia
Inizia a cantare fin dall'adolescenza, e dopo aver suonato in alcune band (in cui tra l'altro conosce il concittadino Pino Palladino), si unisce ai Lone Star, e nel 1977 incide un album. Successivamente, nel 1980, è chiamato negli Uriah Heep per sostituire John Lawton. Con questa band incide il solo Conquest.
Nel 1983 è nella band di Gary Moore con la quale incide un live, che sarà pubblicato nel 1986, ma purtroppo la sua voce risente dell'infezione di un virus. Collabora in seguito con artisti come Eddie Clarke, e si dedica anche alla carriera solista.

## Discografia

### Solista
- 1989 - Disappearances Can Be Deceptive
- 2003 - Dark Matter
- 2006 - 13 Storeys

### Con i Lone Star
- 1977 - Firing On All Six

### Con gli Uriah Heep
- 1980 - Conquest"

### Con i Praying Mantis
- 2003 - The Journey Goes On

### collaborazioni
- 1986 - Gary Moore - Rockin' Every Night - Live in Japan
- 1987 - Lloyd Cole - Mainstream
- 1993 - Eddy Clark - It Ain’t Over Till It’s Over

## Filmografia
- La dura verità (The Ugly Truth), regia di Robert Luketic (2009)